# Koninklijke Voetbal Club Westerlo 2022-2023
Questa voce raccoglie le informazioni riguardanti il Koninklijke Voetbal Club Westerlo nelle competizioni ufficiali della stagione 2022-2023.

## Stagione
Nel calciomercato estivo vengono acquistati ben 13 calciatori, fra cui spiccano il terzino statunitense Bryan Reynolds in prestito dalla Roma e gli esterni Halil Akbunar dal Göztepe e Nacer Chadli dall'İstanbul Başakşehir.

## Rosa
| N. |                           | Ruolo | Calciatore         |
| -- | ------------------------- | ----- | ------------------ |
| 1  | Turchia (bandiera)        | P     | Sinan Bolat        |
| 2  | Belgio (bandiera)         | D     | Pietro Perdichizzi |
| 3  | Stati Uniti (bandiera)    | A     | Griffin Yow        |
| 4  | Belgio (bandiera)         | C     | Mathias Fixelles   |
| 5  | Belgio (bandiera)         | A     | Nacer Chadli       |
| 6  | Brasile (bandiera)        | C     | Lucas Mineiro      |
| 7  | Belgio (bandiera)         | C     | Lukas Van Eenoo    |
| 8  | Danimarca (bandiera)      | C     | Nicolas Madsen     |
| 9  | Sudafrica (bandiera)      | A     | Lyle Foster        |
| 10 | Slovacchia (bandiera)     | C     | Ján Bernát         |
| 11 | Belgio (bandiera)         | D     | Maxim De Cuyper    |
| 14 | Belgio (bandiera)         | A     | Kyan Vaesen        |
| 17 | Turchia (bandiera)        | C     | Muhammed Gümüşkaya |
| 18 | Costa d'Avorio (bandiera) | D     | Kouya Mabea        |

| N. |                               | Ruolo | Calciatore            |
| -- | ----------------------------- | ----- | --------------------- |
| 20 | Belgio (bandiera)             | P     | Nick Gillekens        |
| 21 | Macedonia del Nord (bandiera) | A     | Erdon Daci            |
| 22 | Stati Uniti (bandiera)        | D     | Bryan Reynolds        |
| 23 | Belgio (bandiera)             | D     | Rubin Seigers         |
| 24 | Turchia (bandiera)            | D     | Ravil Tagir           |
| 25 | Angola (bandiera)             | A     | Igor Vetokele         |
| 30 | Belgio (bandiera)             | P     | Koen Van Langendonck  |
| 32 | Bulgaria (bandiera)           | D     | Edisson Jordanov      |
| 33 | Russia (bandiera)             | C     | Roman Neustädter      |
| 35 | Turchia (bandiera)            | A     | Halil Akbunar         |
| 39 | Belgio (bandiera)             | C     | Thomas Van den Keybus |
| 45 | Mali (bandiera)               | A     | Dorgeles Nene         |
| 55 | Belgio (bandiera)             | A     | Tuur Dierckx          |

## Risultati

### Bundesliga
| Arbitro: | Wesli De Cremer |

|                         |           |  |
| Daci 40’ Vetokele 90+5’ | Marcatori |  |

| Arbitro: | Brent Staessens |

|                                         |           |  |
| Thorsteinsson 13’ Holzhauser 77’ (rig.) | Marcatori |  |

| Arbitro: | Wim Smet |

|                                 |           |             |
| Marreh 37’ Cuypers 45+3’ (rig.) | Marcatori | Vetokele 5’ |

| Arbitro: | Jasper Vergoote |

|                                                       |           |                          |
| Vetokele 38’ Nene 50’ Laursen 73’ (aut.) Foster 90+1’ | Marcatori | Tapsoba 63’ Dussenne 90’ |

| Arbitro: | Bert Put |

|                                                     |           |                                             |
| Hairemans 39’, 48’ Schoofs 76’ Robberechts 77’, 85’ | Marcatori | Nene 26’ Dierckx 60’ (rig.), 63’ Foster 73’ |

| Arbitro: | Lawrence Visser |

|  |           |          |
|  | Marcatori | Nuhu 84’ |

| Arbitro: | Wesli De Cremer |

|                                             |           |  |
| Janssen 33’ (rig.) Miyoshi 50’ Valencia 82’ | Marcatori |  |

| Arbitro: | Wim Smet |

|                         |           |              |
| Vetokele 6’ Akbunar 83’ | Marcatori | Esposito 70’ |

| Arbitro: | Arthur Denil |

|                      |           |                                      |
| Mbenza 36’ Badji 88’ | Marcatori | Reynolds 3’ De Cuyper 10’ Vaesen 89’ |

| Arbitro: | Alexandre Boucaut |

|                       |           |  |
| Chadli 10’ Foster 47’ | Marcatori |  |

| Arbitro: | Bert Put |

|  |           |                 |
|  | Marcatori | Foster 53’, 86’ |

### Coppa del belgio
| Arbitro: | Niels Bossuyt |

|             |           |                                       |
| Geenens 25’ | Marcatori | Gümüşkaya 75’ Dierckx 93’ Akbunar 99’ |